# Нарян Мар
Нарян Мар (на руски: На́рьян-Мар; на ненецки: Няръяна мар", в превод от ненецки език: „Червен град“) е град (от 1935 г.) в Русия, административен център на Ненецкия автономен окръг, част от Архангелска област. Населението му към 2018 г. възлиза на 24 775 души.

## История
Нарян Мар е основан на мястото на по-старото село Белошчелие през 1929 г. По това време тук е построен дърводелски завод.
Индустриалното развитие на територията около града започва през 30-те години на 20 век с Първата петилетка в Съветския съюз. Развитието на региона е свързано с находището от въглища около река Печора и изграждането на съпътстваща инфраструктура. Статут на град получава през 1935 г.
Много години Нарян Мар е бил център на дърводобивна промишленост и притежава няколко понастоящем нефункциониращи дърводелници. Най-голямата компания в града е петролната компания Лукойл.
Името Нарян Мар означава „червен град“ на ненецки език.

## Население
| 1926   | 1939   | 1959   | 1967   | 1970   | 1979   | 1989   |
| ------ | ------ | ------ | ------ | ------ | ------ | ------ |
| 14 000 | 13 700 | 13 222 | 15 000 | 16 864 | 23 435 | 20 182 |
| 1992   | 1996   | 2003   | 2005   | 2007   | 2009   | 2010   |
| 20 300 | 19 200 | 18 600 | 19 000 | 19 200 | 19 456 | 21 658 |
| 2011   | 2012   | 2013   | 2014   | 2015   | 2016   |        |
| 21 338 | 22 375 | 22 912 | 23 390 | 23 939 | 24 535 |        |

## География
Разположен е отвъд Северния полярен кръг, в голямото устие на река Печора, на 110 km от Баренцево море. От столицата на страната Москва отстои на 1500 km, от областния център Архангелск го делят 660 km. Най-близката железопътна гара е в град Усинск, намиращ се на разстояние от 420 km по зимни пътища.

### Климат
Климатът се характеризира с продължителна зима и кратко и нежарко лято. Градът е в зоната на вечните ледове, от декември до февруари включително е полярната нощ. За тази ширина зимата е сравнително мека заради влиянието на Баренцево море, пролетта и есента също са продължителни и хладни.
| Климатични данни за Нарян Мар, Русия  | Климатични данни за Нарян Мар, Русия | Климатични данни за Нарян Мар, Русия | Климатични данни за Нарян Мар, Русия | Климатични данни за Нарян Мар, Русия | Климатични данни за Нарян Мар, Русия | Климатични данни за Нарян Мар, Русия | Климатични данни за Нарян Мар, Русия | Климатични данни за Нарян Мар, Русия | Климатични данни за Нарян Мар, Русия | Климатични данни за Нарян Мар, Русия | Климатични данни за Нарян Мар, Русия | Климатични данни за Нарян Мар, Русия | Климатични данни за Нарян Мар, Русия |
| Месеци                                | яну.                                 | фев.                                 | март                                 | апр.                                 | май                                  | юни                                  | юли                                  | авг.                                 | сеп.                                 | окт.                                 | ное.                                 | дек.                                 | Годишно                              |
| Абсолютни максимални температури (°C) | 4,7                                  | 2,8                                  | 7,9                                  | 14,2                                 | 27,8                                 | 33,4                                 | 33,9                                 | 33,1                                 | 23,9                                 | 17,2                                 | 6,3                                  | 6,8                                  |                                      |
| Средни максимални температури (°C)    | −13,9                                | −12,8                                | −6,3                                 | −2,4                                 | 4,0                                  | 13,7                                 | 18,5                                 | 14,5                                 | 9,0                                  | 0,6                                  | −6,6                                 | −10,1                                |                                      |
| Средни температури (°C)               | −18,2                                | −16,9                                | −10,6                                | −7,2                                 | 0,0                                  | 8,4                                  | 13,1                                 | 10,2                                 | 5,6                                  | −2                                   | −10                                  | −14                                  |                                      |
| Средни минимални температури (°C)     | −23                                  | −21,4                                | −15,2                                | −12                                  | −3,3                                 | 4,3                                  | 8,8                                  | 6,8                                  | 2,7                                  | −4,7                                 | −13,7                                | −18,2                                |                                      |
| Абсолютни минимални температури (°C)  | −47,4                                | −46,5                                | −45,4                                | −36,3                                | −23,7                                | −7,2                                 | 0,2                                  | −4,3                                 | −7,8                                 | −26,4                                | −40,2                                | −47,6                                |                                      |
| Средни месечни валежи (mm)            | 26                                   | 22                                   | 24                                   | 28                                   | 34                                   | 41                                   | 49                                   | 63                                   | 52                                   | 46                                   | 38                                   | 33                                   |                                      |
| ------------------------------------- | ------------------------------------ | ------------------------------------ | ------------------------------------ | ------------------------------------ | ------------------------------------ | ------------------------------------ | ------------------------------------ | ------------------------------------ | ------------------------------------ | ------------------------------------ | ------------------------------------ | ------------------------------------ | ------------------------------------ |
| Източник: Време и климат              |                                      |                                      |                                      |                                      |                                      |                                      |                                      |                                      |                                      |                                      |                                      |                                      |                                      |

## Икономика
- Морско и речно пристанища
- Предприятия от хранително-вкусовата промишленост
- Геоложка компания „ЕВРАЗИЯ“
- Нефтена компания „НарянМарНефтегаз“
- Сеизмична експедиция
- Летище „Нарян Мар“
- Газопровод от находище „Василково“ до Нарян Мар
- Нефтодобивна компания „Лукойл-Коми“, „Лукойл-Севернефтегаз“

## Личности
- Нина Николаевна Леонтева – лингвист

## Побратимени градове
Нарян Мар е побратимен с:
- Трондхайм, (Норвегия)
- Москва, (Русия)
- Ухта, (Русия)
- Усинск, (Русия)
- Мариупол, (Украйна) (нарушен 29 юни 2017 г.)[6]